# Governo Roman II
Il Governo Roman II è stato il secondo governo della Romania post-comunista, il primo della I legislatura. Fu guidato dal primo ministro Petre Roman.

## Cronologia del mandato

### Nomina
In seguito al successo della rivoluzione romena del 1989 che depose il regime socialista Nicolae Ceaușescu, il potere fu assunto ad interim da un organo provvisorio, il Consiglio del Fronte di Salvezza Nazionale (CFSN), composto principalmente da ex militanti comunisti che si erano opposti al dittatore, tra i quali il nuovo leader Ion Iliescu. Il 26 dicembre 1989 il CFSN indicò Petre Roman come nuovo primo ministro ad interim e nel mese di gennaio annunciò avrebbe creato un partito politico, il Fronte di Salvezza Nazionale (FSN).
Alle elezioni parlamentari del maggio 1990, le prime dell'era democratica, il FSN ottenne una vittoria schiacciante, che permise la riconferma di Roman a primo ministro e di Iliescu a presidente della Romania. A differenza del precedente, i membri del governo Roman II erano personalità che, pur con un passato nel Partito Comunista Rumeno (PCR), non avevano avuto ruoli di primo piano nel regime. I ministri furono presentati all'opinione pubblica come "uomini nuovi" e autentici specialisti nei loro campi di competenza. L'età media era di 48 anni, dieci anni in meno rispetto al governo Roman I.
Il governo, designato il 17 giugno, entrò in carica il 28 successivo in seguito all'investitura parlamentare (330 voti a favore, 11 contrari) e alla presentazione presso l'Ateneo rumeno di un ambizioso programma per la riforma economica e istituzionale del paese. Il documento fu elaborato dall'Istituto romeno per l'economia mondiale, con il contributo 1.200 specialisti provenienti da tutte le aree del paese e di circa 400 tecnici stranieri sotto il coordinamento di Tudorel Postolache.

### Manovre sull'economia
Gli obiettivi principali dell'esecutivo riguardavano l'uscita della Romania dall'isolamento internazionale e la messa in pratica del passaggio ad un'economia capitalista. Mentre la politica estera rimase appannaggio del presidente della repubblica, nel complesso le manovre del governo portarono alla creazione delle istituzioni di base dell'economia di mercato (sistema bancario, privatizzazioni, investimenti esteri). La riduzione dell'intervento statale in campo economico, tuttavia, si tradusse in una crescita vertiginosa della disoccupazione e del tasso d'inflazione.
A cento giorni dall'entrata in carica del governo, il 18 ottobre 1990 il primo ministro presentò alle camere un rapporto sullo stato delle riforme, sottolineando la necessità di fare ulteriori passi in avanti, poiché i risultati nell'arco temporale gennaio-settembre 1990 erano considerati insufficienti dallo stesso Roman. Rispetto allo stesso periodo del 1989 la produzione industriale era scesa del 27,7%, gli investimenti del 44,6% e l'export del 54%. Tra le misure proposte dall'esecutivo figuravano un'ampia campagna di privatizzazione (nel progetto di Roman il 50% del capitale sociale statale sarebbe dovuto diventare privato nel giro dei successivi tre anni), lo stimolo per gli investimenti, specialmente esteri, la svalutazione e la convertibilità del leu, la liberalizzazione dei prezzi e degli stipendi e la riorganizzazione delle cooperative agricole.
Il 26 febbraio 1991 il primo ministro si presentò nuovamente in parlamento esponendo un ulteriore resoconto sullo stato del programma di governo e le misure da realizzare nel corso dell'anno. Roman evidenziò la necessità di procedere sulla via di una netta liberalizzazione dell'economia, malgrado alcune difficoltà endemiche, quali lo scarso decentramento, la corruzione e le resistenze ideologiche di stampo comunista, che erano interne anche al partito di maggioranza.

### Rimpasto del 30 aprile 1991
Il 20 marzo 1991 i ministri delle finanze Theodor Stolojan e quello dell'industria Anton Vătășescu rassegnarono le proprie dimissioni, lamentando il ritmo lento delle riforme. Nello specifico i due speravano nella totale liberalizzazione dei prezzi già il 1º aprile 1991, mentre la variante approvata dal parlamento stabilì un approccio progressivo. Per rispondere alle necessità il 30 aprile il primo ministro decise di operare un ampio rimpasto della squadra di governo con la dismissione di alcuni ministeri e l'istituzione di altri.
Nella lista dei ministri proposta da Roman figuravano anche Dinu Patriciu (ai lavori pubblici) e Radu Berceanu (alla gioventù). La loro nomina, tuttavia, fu respinta dal parlamento e rimasero in carica i precedenti titolari Doru Pană e Bogdan Niculescu Duvăz.
Nella nuova formulazione Roman accolse anche alcuni membri del Partito Nazionale Liberale-Ala Giovanile (PNL-AT) in qualità di segretari di stato: Radu Boroianu alla cultura e Viorel Cataramă all'industria e al commercio. La collaborazione con altri partiti minori fu rafforzata con la firma della Carta per la Riforma e la Democrazia (Carta pentru Reforma și Democrație), documento che, siglato ufficialmente nel luglio 1991, segnava la nascita di un'alleanza politica tra il FSN e i gruppi del PNL-AT, del Partito Democratico Agrario di Romania (PDAR) e del Movimento Ecologista di Romania (MER). L'accordo fu definito dal primo ministro Roman come un atto di rispetto reciproco tra le varie forze e di partecipazione responsabile alle decisioni politiche assunte dal governo. La finalità era quella di realizzare consultazioni e valutazioni periodiche, in modo da permettere agli aderenti di realizzare un'opposizione costruttiva.

### Opposizione interna
Malumori contro le politiche di Roman, ritenute eccessivamente liberali da una parte dei membri del FSN, emersero già nel 1990 in occasione del dibattito sulla legge sulla trasformazione delle imprese statali in società commerciali. A partire dal 1991 le misure volute dal governo furono ripetutamente contestate pubblicamente dal presidente del senato Alexandru Bârlădeanu, che tra gli anni cinquanta e sessanta era stato tra i maggiori leader del PCR. In gennaio il dibattito parlamentare sulla seconda fase del processo di liberalizzazione dei prezzi fece esplodere il conflitto, con l'emergere di un'ala conservatrice di matrice socialista contrapposta a quella riformista radicale rappresentata dal primo ministro.
Per via di tali tensioni si aggravarono anche i rapporti tra Roman e Iliescu. Il presidente della repubblica, infatti, era vicino a posizioni attendiste e appoggiava un più lento avvicinamento all'economia di mercato. Le due ali del FSN si scontrarono nuovamente nel corso della convenzione del 16-17 marzo 1991, quando Roman fu rieletto presidente del partito.
Nel luglio 1991 un'ulteriore legge in tema di privatizzazione proposta dal governo fu approvata tra le polemiche, a costo dell'addio al partito di una parte dei membri del FSN.

### Dimissioni
L'emergere di tensioni sociali, scaturite dalle misure economiche realizzate dal governo, portò a numerosi scioperi. La sollevazione dei lavoratori del comparto minerario nel settembre 1991 diede il via alla quarta mineriada. Per placare le violenze di strada nella capitale, il 26 settembre Petre Roman rimise il proprio mandato nelle mani del presidente della Romania.
Mentre per poter proseguire il percorso di ristrutturazione dell'economia nazionale il primo ministro si aspettava la nascita di un nuovo governo guidato dalla sua persona, che includesse anche altre forze politiche, invece, Iliescu prese atto delle sue dimissioni, dando credito alla parte conservatrice del partito, riluttante verso un netto processo di riforma. Malgrado le rimostranze di Roman, il nuovo primo ministro designato dal capo di Stato fu Theodor Stolojan, il cui governo fu convalidato il 16 ottobre 1991.

## Attività del governo

### Misure economiche
Vista la necessità di convertire in tempi brevi l'economia statale in senso capitalista, il governo fu promotore di oltre cento leggi.
Mentre nel corso dei primi mesi del 1990 il FSN non realizzò riforme di largo respiro, le prime azioni furono intraprese nella seconda parte dell'anno. Uno dei primi atti fu la legge nº 15 sulla trasformazione delle imprese statali in società commerciali a capitale pubblico (le cosiddette regie autonome). La manovra, però, non fu accompagnata dalla loro privatizzazione (che sarebbe iniziata solo nel 1998) e generò delle perdite che ebbero ripercussioni negli anni successivi.
Nel febbraio 1991 fu varata la legge nº 18 sul diritto fondiario (che rendeva proprietà privata circa l'82% della superficie agricola totale, in grande parte microproprietà) per la restituzione di una parte delle proprietà agricole confiscate dal regime comunista e nell'agosto 1991 vide la luce la legge nº 58 sulla privatizzazione delle imprese commerciali di proprietà statale. Quest'ultima prevedeva l'istituzione di cinque fondi per la proprietà privata (FPP) cui trasferire gratuitamente il 30% del capitale sociale delle aziende di Stato. Tutti i cittadini romeni avrebbero ricevuto dei certificati di proprietà per tali quote. Il restante 70% sarebbe stato gestito dal Fondo per le proprietà di stato (FPS) e venduto progressivamente ai privati.
Il governo, inoltre, emanò leggi sulla concorrenza sleale, sui diritti dei dipendenti, sulle società agricole e altre forme associative nell'agricoltura, sulla tutela sociale dei disoccupati e il loro reinserimento professionale, sul diritto al lavoro in base alle competenze. Altre normative furono emanate per stimolare l'attività economica privata, l'informatizzazione della società, la liberalizzazione dei prezzi e delle tariffe.
Il 1º novembre 1990 entrò in vigore la legge per la liberalizzazione dei prezzi di numerosi beni di consumo non essenziali, mentre il loro livello crebbe del 50,3%. Il leu, mantenuto artificialmente su un cambio valutario maggiore, fu svalutato del 60%. La seconda fase di liberalizzazione fu varata a partire dal 1º aprile 1991. Il calmiere fu rimosso per tutti i beni, tranne che per energia e alcuni prodotti alimentari. Alla fine del 1991 in conseguenza di tali misure l'inflazione raggiunse il 170%. Anche il calo della produzione industriale, non pronta a competere con economie più mature (secondo un'espressione dello stesso primo ministro gli impianti romeni erano un «mucchio di ferro vecchio», «morman de fier vechi»), ebbe effetti sull'iperinflazione e sulla produttività economica generale. Al 1991 l'industria, ancora largamente in mano allo stato, incapace di far fronte alle spese correnti, riportò ritardi nei pagamenti valutati intorno al 50% del PIL. Sempre nel 1991 la mancanza di nuove manovre correttive sulla politica monetaria portò ad un apprezzamento del leu, con ripercussioni sulle esportazioni.
Nel 1991 furono introdotti anche i regolamenti per il funzionamento delle finanze pubbliche, del sistema bancario e degli investimenti esteri.
Nel marzo 1991 la Romania ottenne un finanziamento di 120 milioni di dollari nell'ambito del programma PHARE. Un mese più tardi fu raggiunto un accordo con il Fondo monetario internazionale per la realizzazione di aggiustamenti macroeconomici valutati 380 milioni di dollari.
Sul piano delle politiche sociali il governo promosse una serie di ampie riforme, come la vendita degli alloggi pubblici costruiti con fondi statali (oltre l'80% degli inquilini dello stato divennero proprietari) e la concessione di mutui per le giovani coppie. Furono introdotte misure per la restituzione delle quote sociali versate dai dipendenti nelle unità economiche statali; per migliorare l'istruzione, la formazione e la riabilitazione dei bambini, degli orfani e dei giovani con disabilità; per l'elettrificazione di tutte le località del paese; per la riqualificazione di strade; per la costruzione di autostrade e delle reti per la distribuzione di acqua, gas ed energia elettrica. Promosse anche una norma per facilitare il credito agricolo, poi bloccata, parte di un pacchetto per l'agricoltura, la legge sull'organizzazione delle imprese agricole in aziende commerciali, adottata nel 1991 con diverse modifiche. Tra le altre iniziative vi furono la legge sul catasto e quella per l'istituzione dell'Agenzia per lo sviluppo e la pianificazione rurale, che però fu bocciata dal parlamento.

### Relazioni internazionali
Sul piano estero, nonostante la centralità della figura del presidente della Romania nelle relazioni internazionali, il governo si espresse per l'integrazione alle strutture sovranazionali occidentali. I punti focali per l'avvicinamento ai paesi di Unione Europea e NATO riguardavano il trattamento delle minoranze etniche, i diritti umani, una stampa pluralista e il destino delle strutture dell'ex polizia politica del regime, la Securitate. Gli strascichi degli eventi dei primi mesi del 1990, tuttavia, resero il compito complesso. Le violenze di Târgu Mureș e quelle della mineriada del giugno 1990, in occidente diedero la percezione di uno stato retto da un partito neocomunista incapace di garantire la democrazia e la governabilità. Per tali motivi il paese non fu ammesso al neonato Gruppo di Visegrád.
Nel giugno 1990 fu trasmessa alla NATO la richiesta di partecipazione con un proprio ambasciatore al comando generale dell'organizzazione. Il 22 ottobre 1990 fu firmato l'accordo commerciale e di cooperazione economica tra Romania e Comunità economica europea.
Il 23 ottobre 1990 Roman si espresse contro il mantenimento del patto di Varsavia, che fu dismesso nel luglio 1991. Lo stesso primo ministro obiettò anche sulla realizzazione del trattato tra Romania e Unione Sovietica firmato da Iliescu il 5 aprile 1991. Un ulteriore posizionamento da parte del premier fu quello contro il putsch di agosto che ebbe luogo in URSS nel 1991.
Nel gennaio 1991 il primo ministro tenne un discorso di fronte al Consiglio d'Europa, che il mese successivo accettò la Romania nell'istituzione in qualità di invitato speciale, nonostante le preoccupazioni sullo stato della democrazia nel paese.

## Appoggio parlamentare e composizione
Il governo Roman II fu un governo monocolore guidato dal Fronte di Salvezza Nazionale (FSN), partito di maggioranza che nel maggio 1990 aveva largamente vinto le prime libere elezioni parlamentari celebrate dopo la caduta della dittatura di Nicolae Ceaușescu.
Insieme la maggioranza disponeva di 263 deputati su 396 (pari al 66,4% dei seggi alla camera dei deputati della Romania) e di 91 senatori su 119 (pari al 76,5% dei seggi al senato della Romania).

### Fino al 30 aprile 1991
| Carica                                                                               | Titolare | Titolare                                    | Partito      |
| ------------------------------------------------------------------------------------ | -------- | ------------------------------------------- | ------------ |
| Primo ministro                                                                       |          | Petre Roman                                 | FSN          |
| Ministro assistente del primo ministro per la riforma e i rapporti con il Parlamento |          | Adrian Severin                              | FSN          |
| Ministro di Stato Incaricato delle attività industriali e commerciali                |          | Anton Vătășescu                             | FSN          |
| Ministro di Stato Incaricato della qualità della vita e la protezione sociale        |          | Ion Aurel Stoica (fino al 21 febbraio 1991) | FSN          |
| Ministro di Stato Incaricato dell'orientamento economico                             |          | Eugen Dijmărescu                            | FSN          |
| Ministro degli affari esteri                                                         |          | Adrian Năstase                              | FSN          |
| Ministro degli interni                                                               |          | Doru Viorel Ursu                            | FSN          |
| Ministro delle finanze                                                               |          | Theodor Stolojan                            | Indipendente |
| Ministro delle risorse e dell'industria                                              |          | Mihai Zisu                                  | Indipendente |
| Ministro della cultura                                                               |          | Andrei Pleșu                                | Indipendente |
| Ministro dell'istruzione e della scienza                                             |          | Gheorghe Ștefan                             | FSN          |
| Ministro della difesa nazionale                                                      |          | Victor Stănculescu                          | Indipendente |
| Ministro della giustizia                                                             |          | Victor Babiuc                               | FSN          |
| Ministro dell'agricoltura e dell'industria alimentare                                |          | Ioan Țipu                                   | FSN          |
| Ministro delle comunicazioni                                                         |          | Andrei Chirică                              | FSN          |
| Ministro del commercio e del turismo                                                 |          | Constantin Fota                             | FSN          |
| Ministro dei lavori pubblici, dei trasporti e della gestione del territorio          |          | Doru Pană                                   | FSN          |
| Ministro dell'ambiente                                                               |          | Valeriu Eugen Pop                           | FSN          |
| Ministro della salute                                                                |          | Bogdan Marinescu                            | FSN          |
| Ministro del lavoro e della protezione sociale                                       |          | Cătălin Zamfir                              | Indipendente |
| Ministro della gioventù e dello sport                                                |          | Bogdan Niculescu Duvăz                      | FSN          |
| Segretario di Stato nel quadro del ministero degli esteri                            |          | Romulus Neagu                               | FSN          |
| Segretario di Stato nel quadro del ministero dell'istruzione                         |          | Andrei Țugulea                              | FSN          |

### Dal 30 aprile 1991
| Carica                                                                                                 | Titolare | Titolare                                           | Partito      |
| --- | -------- | -------------------------------------------------- | ------------ |
| Primo ministro                                                                                         |          | Petre Roman                                        | FSN          |
| Primo ministro                                                                                         |          | Theodor Stolojan (ad interim; dal 1º ottobre 1991) | Indipendente |
| Ministro assistente del primo ministro per la riforma e i rapporti con il Parlamento                   |          | Adrian Severin                                     | FSN          |
| Ministro di Stato Incaricato della qualità della vita e la protezione sociale                          |          | Dan Mircea Popescu                                 | FSN          |
| Ministro di Stato; Ministro dell'economia e delle finanze                                              |          | Eugen Dijmărescu                                   | FSN          |
| Ministro senza portafogli                                                                              |          | Ion Aurel Stoica                                   | FSN          |
| Ministro degli affari esteri                                                                           |          | Adrian Năstase                                     | FSN          |
| Ministro degli interni                                                                                 |          | Doru Viorel Ursu                                   | FSN          |
| Ministro dell'industria                                                                                |          | Victor Stănculescu                                 | Indipendente |
| Ministro della cultura                                                                                 |          | Andrei Pleșu                                       | Indipendente |
| Ministro dell'istruzione e della scienza                                                               |          | Gheorghe Ștefan                                    | FSN          |
| Ministro della difesa nazionale                                                                        |          | Niculae Spiroiu                                    | Indipendente |
| Ministro della giustizia                                                                               |          | Victor Babiuc                                      | FSN          |
| Ministro dell'agricoltura e dell'industria alimentare                                                  |          | Ioan Țipu (fino al 3 giugno 1991)                  | FSN          |
| Ministro dell'agricoltura e dell'industria alimentare                                                  |          | Petru Marculescu (dal 15 luglio 1991)              | Indipendente |
| Ministro delle comunicazioni                                                                           |          | Andrei Chirică                                     | FSN          |
| Ministro del commercio e del turismo                                                                   |          | Constantin Fota                                    | FSN          |
| Ministro dei lavori pubblici e della gestione del territorio                                           |          | Doru Pană                                          | FSN          |
| Ministro dei trasporti                                                                                 |          | Traian Băsescu                                     | FSN          |
| Ministro dell'ambiente                                                                                 |          | Valeriu Eugen Pop                                  | FSN          |
| Ministro della salute                                                                                  |          | Bogdan Marinescu                                   | FSN          |
| Ministro del lavoro e della protezione sociale                                                         |          | Mihnea Marmeliuc                                   | Indipendente |
| Ministro della gioventù e dello sport                                                                  |          | Bogdan Niculescu Duvăz                             | FSN          |
| Segretario di Stato nel quadro del ministero degli esteri                                              |          | Romulus Neagu                                      | FSN          |
| Segretario di Stato nel quadro del ministero dell'istruzione                                           |          | Andrei Țugulea                                     | FSN          |
| Ministro incaricato al bilancio nel quadro del ministero dell'economia                                 |          | Florian Bercea                                     | FSN          |
| Ministro segretario di Stato Incaricato alla privatizzazione nel quadro del ministero dell'agricoltura |          | Valeriu Pescariu                                   | FSN          |